# Vattenkrig

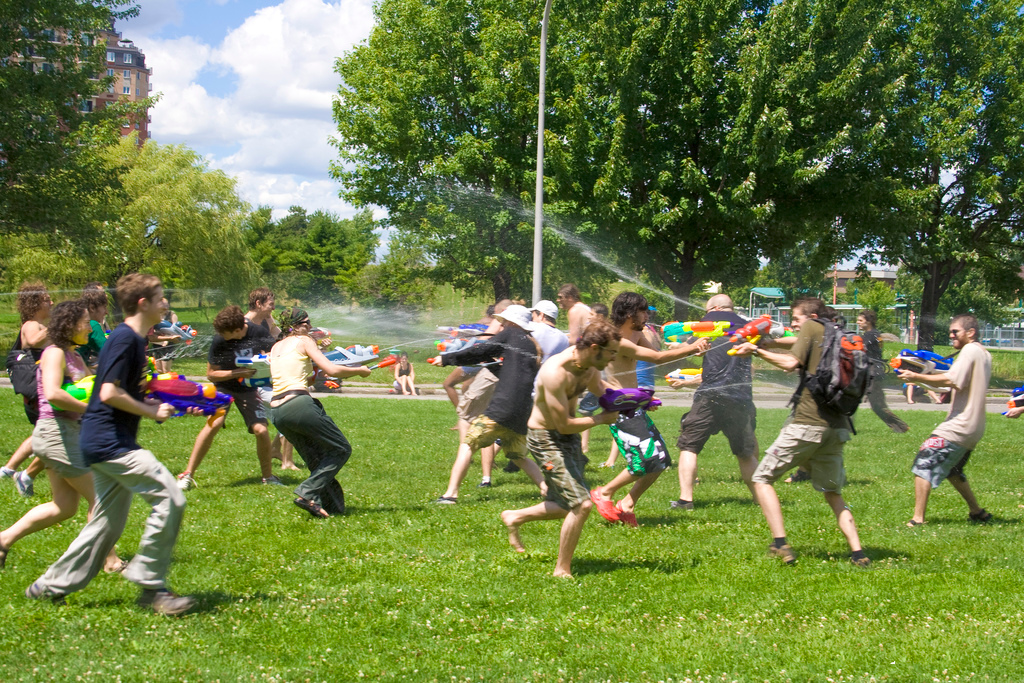
Vattenkrig i Montréal sommaren 2007.

Vattenkrig avser vanligen en lek som innebär att deltagarna, ofta med hjälp av vattenpistoler, slangar, hinkar eller vattenballonger, kastar eller sprutar vatten på varandra. Leken går ut på att hålla sig torr samtidigt som man lyckas blöta ned sina motståndare. Leken kan pågå tills deltagare erkänner sig besegrade och ger upp eller tills vattnet är slut.